# Лубьян (Франция)
Лубья́н (фр. Loubieng, окс. Lobienh) — коммуна во Франции, находится в регионе Аквитания. Департамент — Атлантические Пиренеи. Входит в состав кантона Кёр-де-Беарн. Округ коммуны — По.
Код INSEE коммуны — 64349.

## География

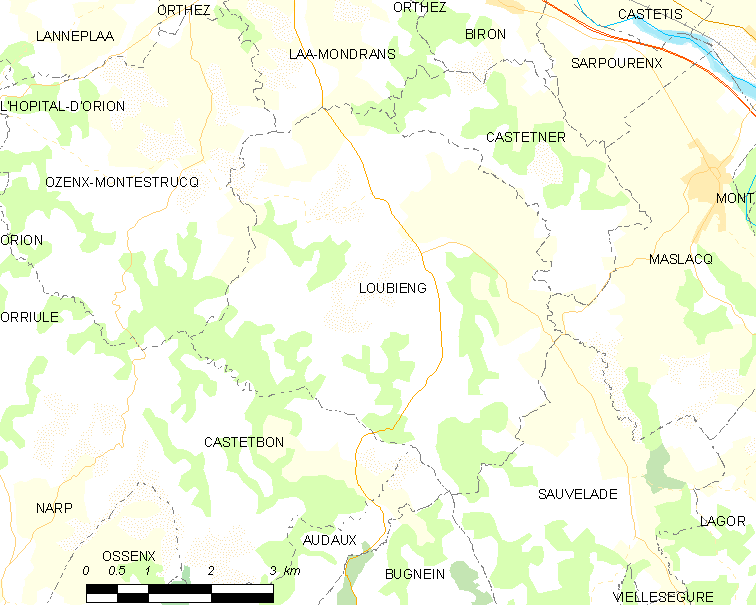
Карта коммуны

Коммуна расположена приблизительно в 650 км к югу от Парижа, в 160 км южнее Бордо, в 35 км к северо-западу от По.

### Климат
Климат тёплый океанический. Зима мягкая, средняя температура января — от +5°С до +13°С, температуры ниже −10 °C бывают редко. Снег выпадает около 15 дней в году с ноября по апрель. Максимальная температура летом порядка 20-30 °C, выше 35 °C бывает очень редко. Количество осадков высокое, порядка 1100 мм в год. Характерна безветренная погода, сильные ветры очень редки.

## Население
Население коммуны на 2010 год составляло 453 человека.
| 1962 | 1968 | 1975 | 1982 | 1990 | 1999 | 2010 |
| ---- | ---- | ---- | ---- | ---- | ---- | ---- |
| 418  | 414  | 416  | 400  | 432  | 448  | 453  |

## Администрация
| Период | Период | Фамилия           | Партия | Примечания |
| ------ | ------ | ----------------- | ------ | ---------- |
| 1995   | 2014   | Жан-Франсуа Барте |        |            |
| 2014   | 2020   | Франсис Ларрок    |        |            |

## Экономика
В 2010 году среди 266 человек трудоспособного возраста (15-64 лет) 187 были экономически активными, 79 — неактивными (показатель активности — 70,3 %, в 1999 году было 71,3 %). Из 187 активных жителей работали 166 человек (95 мужчин и 71 женщина), безработных было 21 (7 мужчин и 14 женщин). Среди 79 неактивных 16 человек были учениками или студентами, 34 — пенсионерами, 29 были неактивными по другим причинам.

## Достопримечательности
- Церковь Св. Мартина (XIX век)[4]

## Фотогалерея

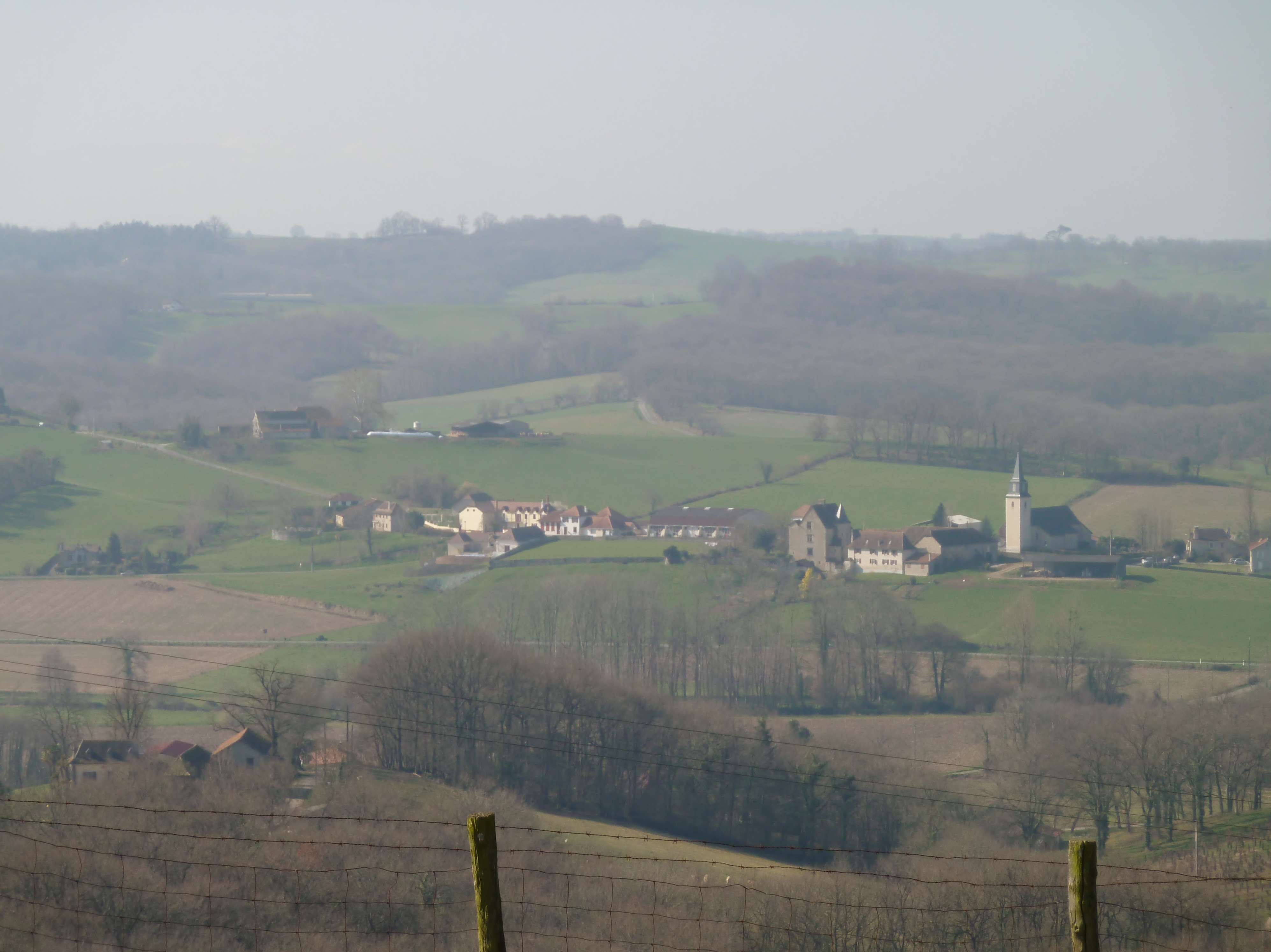
Лубьян (вид из Кастетнера)
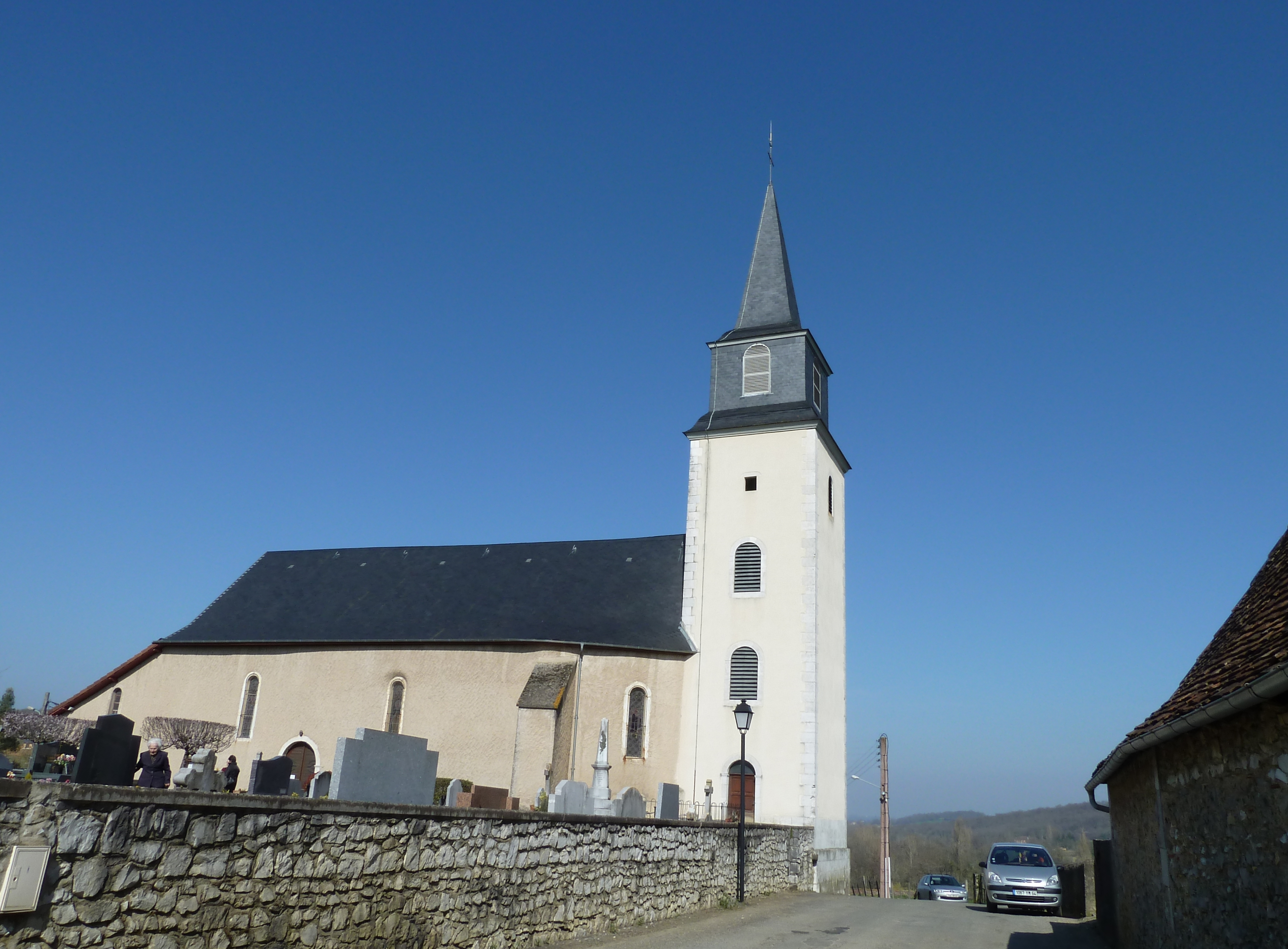
Церковь Св. Мартина
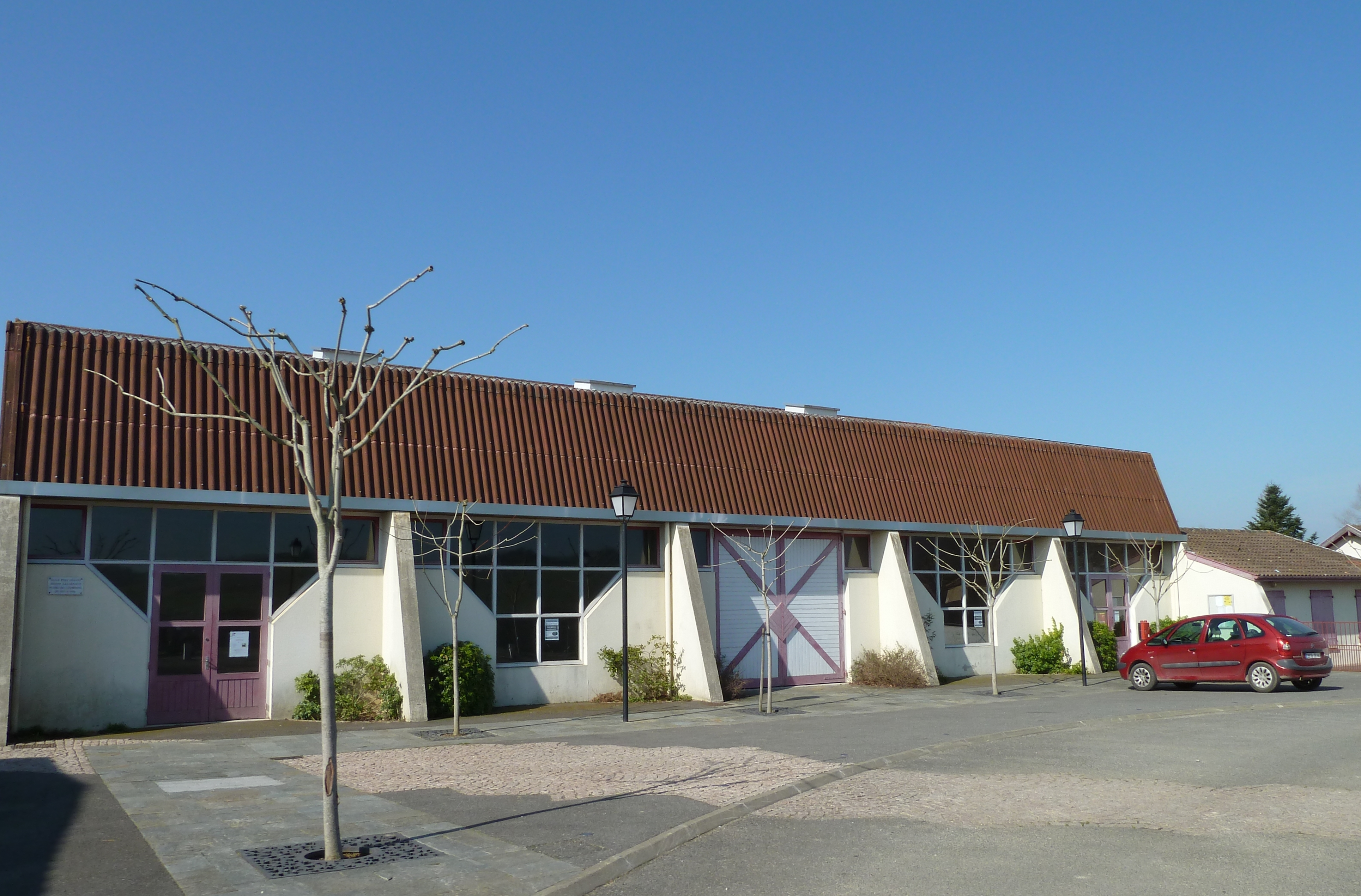
Зал
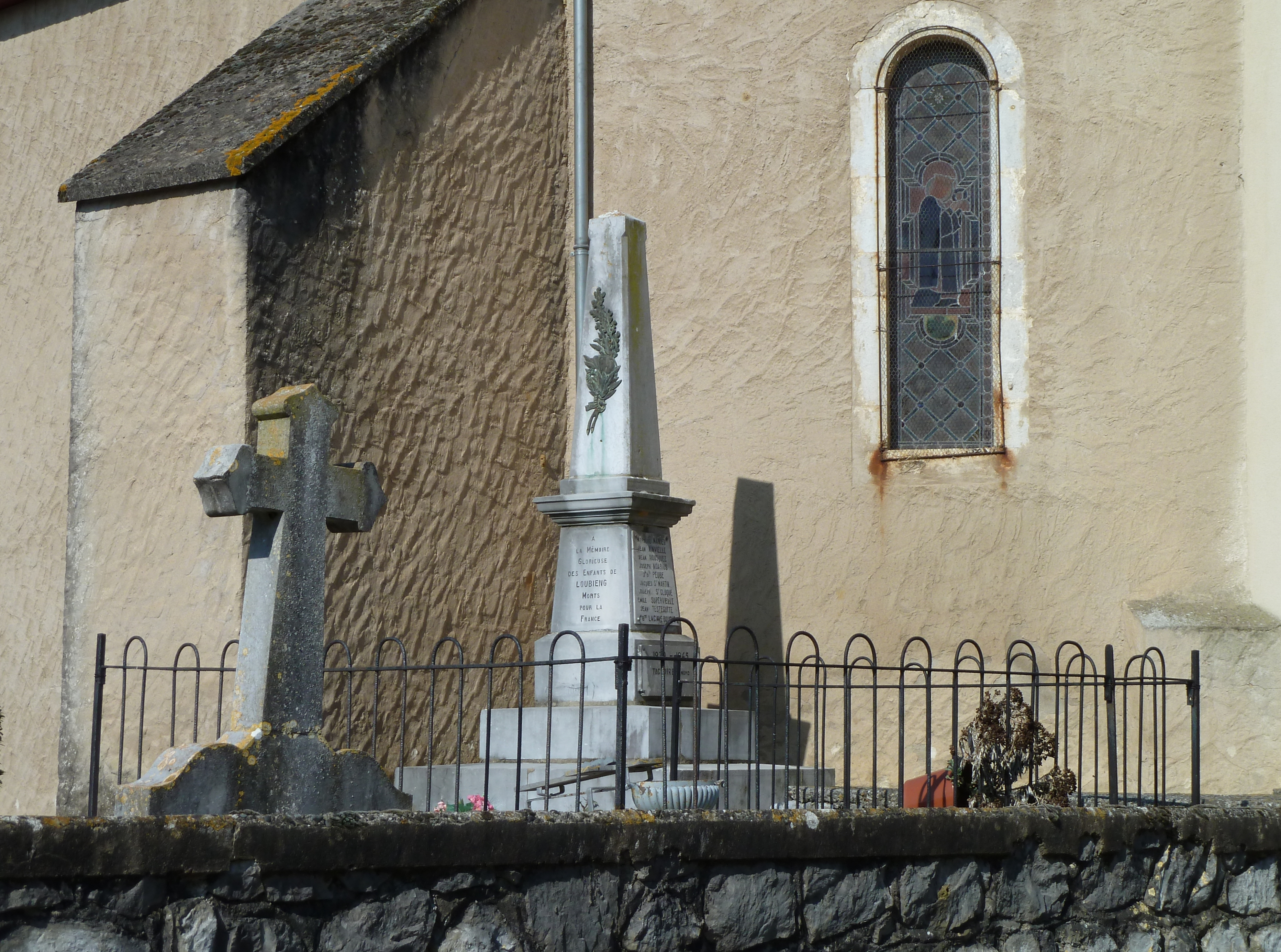
Военный мемориал
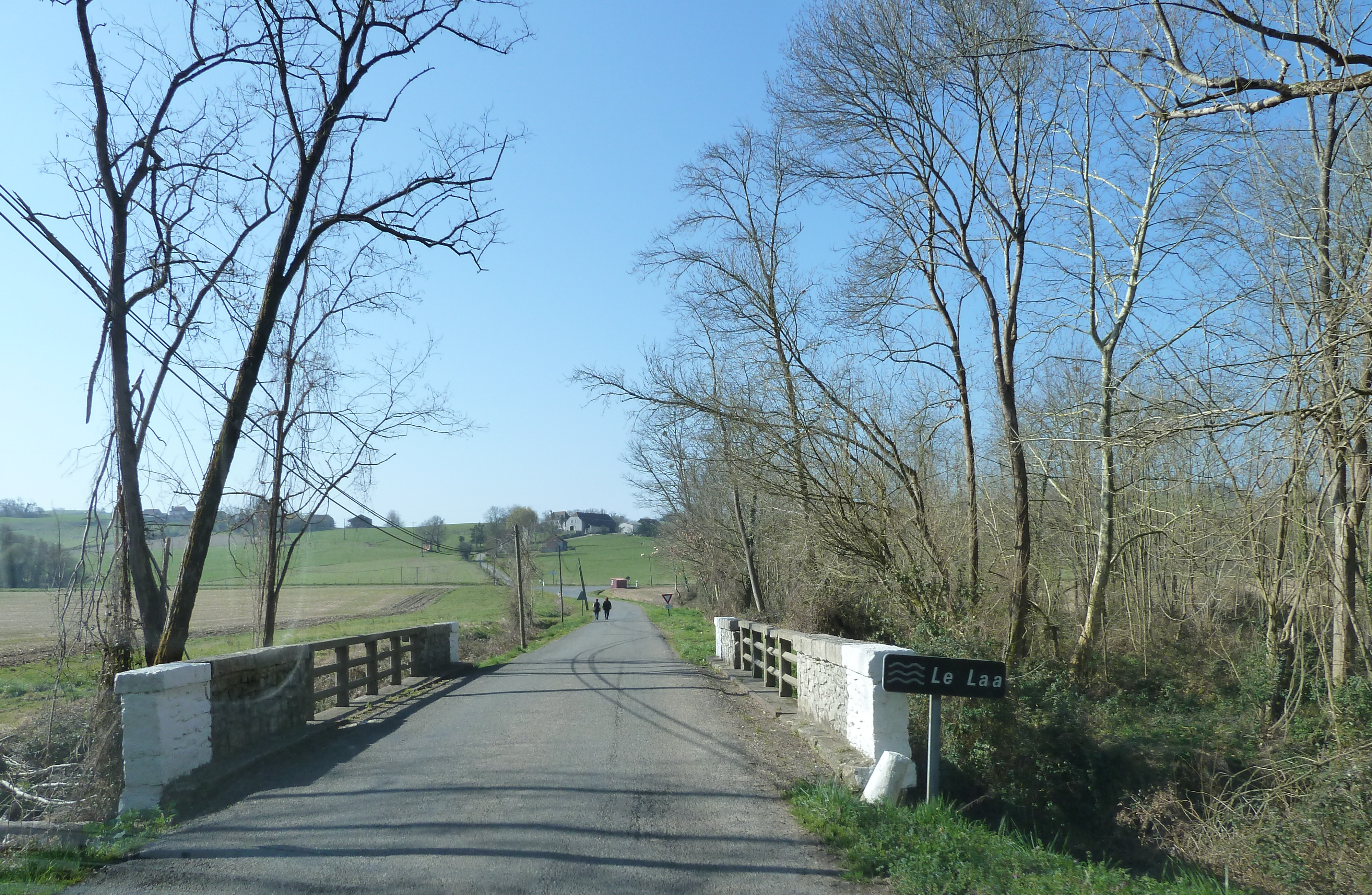
Мост через реку Лаа